# フェルミンIV
フェルミンIV（1974年12月 - ）は、メキシコのラッパー、作家、活動家である。コントロール・マチェーテ（Control Machete）の一員だった.

## 経歴
ラップ・グループのControl Macheteでの活動を通じて、全国的に注目を集めた。同グループは、2003年のヒット曲「Comprendes Mendes」で知られている。

## コントロール・マチェーテ作品
- Mucho Barato (1996年)
- Artilleria Pesada presenta (1999年)
- Solo Para Fanaticos (2002年)
- Uno,Dos:Bandera (2003年)

## ディスコグラフィー

### スタジオ・アルバム
- Boomerang（2002年）
- Odio/Amor（2017年）